# إرنست هيس
إرنست هيس هو موزع وأستاذ جامعي سويسري، ولد في 13 مايو 1912 في شافهاوزن في سويسرا، وتوفي في 2 نوفمبر 1968 في إيغ في سويسرا.